# Amphitecna donnell-smithii
Amphitecna donnell-smithii là một loài thực vật có hoa trong họ Chùm ớt. Loài này được (Sprague) L.O.Williams mô tả khoa học đầu tiên năm 1973.